# Мисс Ван
Мисс Ван (фр. Miss Van; также известная как Ванесса Элис (фр. Vanessa Alice); 1973, Тулуза, Франция) — французская художница, работающая с граффити и в направлении стрит-арт. Мисс Ван начала рисовать на улице Тулузы вместе с Мадемуазель Кэт в возрасте 18 лет. Позднее она стала всемирно известной уличной художницей. В первую очередь, её работы отмечены использованием уникальных персонажей, называемых пупсами, или кукол. Работы Мисс Ван появились на улицах по всему миру, также её холсты выставляются в галереях по всей Франции, Европе и США. Ныне её творчество тесно связано как с уличным искусством, так и с изобразительным искусством, зачастую с размытыми границами между ними.
Ныне Мисс Ван проживает в Барселоне (Испания). Оттуда она написала и отдала на публикацию несколько книг издательству Drago, а также координировала несколько художественных выставок по всей Европе. Она остаётся одной из самых известных женщин-уличных художников и граффитисток в мире.

## Творчество
В своих художественных работах Мисс Ван обычно изображает женщин с терновыми глазами (с тёмными раскосыми глазами), охватывая разнообразный спектр женских форм и выражая множество различных эмоций. Общими темами для её произведений служат эротизм, сексуальность, желание и невинность, выражаемые через маски животных, пастельные цвета и открытую одежду. Творчество Мисс Ван иллюстрирует мультяшный, сказочный мир женской сексуальности. Со временем стилизация женщин в её работах изменилась, что отражало художественную и личную эволюцию Мисс Ван по мере её роста и взросления. Это изменение происходило параллельно с увеличением предпочтения Мисс Ван галереи над улицей.
С 2008 по 2016 год Мисс Ван выставляла свои работы во многих частных галереях по всему миру: в Азии (Шанхай), в Европе (Лондон, Рим, Берлин, Париж и Вена), в Северной Америке (Детройт, Санта-Моника, Лос-Анджелес, Монреаль, Чикаго и Нью-Йорк). К наиболее важным художественным мероприятиям с её участием   можно отнести «Still a Little Magic» (Сан-Франциско, 2008 год), «Cachetes Colorados» (Мехико, 2010 год) и «A Moment in Time» (Галерея Саатчи, Лондон, 2016 год). В 2016 году на «Биеннале Артмоссфера» в Москве (Россия) она выставляла тканый шерстяной ковёр на основе своей картины.
В 2016 году Мисс Ван провела свою первую институциональную художественную выставку в Центре современного искусства в Малаге под названием "Для ветра в моих волосах." На ней было представлено 39 её оригинальных картин на холсте. Artnet News называет выставку " интересным дискурсом между мирами изобразительного искусства и стрит-арта."

## Критика
Тематика работ Мисс Ван вызывает негативную реакцию со стороны некоторых феминисток из-за изображения женщин в её граффити. Сама художница отмечала, что темы для её работ являются более личными, чем это кажется зрителям. Также она говорила, что живопись на стенах была способом показать свой бойкот традиционного мира искусства. Ряд критиков воспринимают её изображение сексуальности и женственности как мощный отказ от мужского превосходства и искусства, в котором доминируют мужчины. Её работы также ценятся за сосредоточение на женщинах и увеличение представительства женщин в уличном искусстве. Кроме того, изображение полных женских фигур в произведениях Мисс Ван расценивается положительно с позиции бодипозитива. Мисс Ван считается одной из самых известных женщин среди уличных художников в мире, где женское представительство крайне мало.

## Публикации

### Книги
- Wild at Heart (2012)
- Twinkles (2011)

### Книги с вкладом Мисс Ван
- Pop Surrealism: What a Wonderfool World (2010)
- Dorothy Circus Gallery Trilogy: Walk on the Wild Side (2013)